# Фактор транскрипції GATA
Сімейство транскрипційних факторів GATA складається з шести ДНК-зв'язуючих білків (GATA1-6), які регулюють транскрипцію ДНК завдяки їхній здатності зв'язуватися з послідовністю ДНК «GATA», що може впливати на різні захворювання.

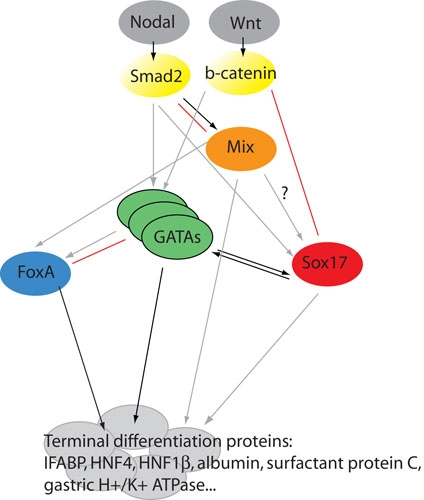
Мережа факторів транскрипції (включаючи GATA), залучена до диференціювання ентодерми.

Ці шість білків поділяються на дві підродини GATA1/2/3 і GATA4/5/6 на основі відмінностей у диференціації тканин стовбурових клітин. Усі шість білків необхідні для диференціювання тканин мезодерми. Різниця полягає в тому, що GATA1/2/3 потрібний для розвитку та диференціювання тканин ектодерми (таких як кровотворна та центральна нервова система), тоді як GATA 4/5/6 призначений для диференціації тканин ентодерми (таких як ембріональні стовбурові клітини серця і шкіри). Мутації в гені GATA призводять до проблем з щитоподібною залозою, вухами, нирки, серця та можуть спричиняти рак. GATA можна використовувати як біомаркери для прогнозування різних захворювань, таких як гострий мегакаріобластичний лейкоз (AMKL) при синдромі Дауна, колоректальний рак і рак молочної залози.
Транскрипційні фактори GATA пов'язані з їхнім ширшим впливом на розвиток стовбурових клітин. Однак результати вказують на більш прямий вплив факторів транскрипції GATA, оскільки вони є основними компонентами більш концентрованої регуляції експресії генів. Дані вказують на роль факторів транскрипції GATA на стадіях раннього розвитку ендокринних органів.

## Молекулярна структура сімейства факторів транскрипції GATA
У безхребетних гени GATA розташовані близько один до одного в хромосомах. Внаслідок еволюції ці гени в людини розійшлися і розділені на 6 різних хромосомних ділянок. Щоб регулювати транскрипцію ДНК, транскрипційні фактори GATA, що містять мотив цинкового пальця класу IV, шукають сайти GATA в ДНК із двома консервативними цинковими пальцями, залученими у взаємодію ДНК на великій відстані. У нехребетних транскрипційні фактори GATA містять один домен зв'язування ДНК цинкового пальця (ZNI). У людини фактори транскрипції GATA містять два домени зв'язування ДНК із цинковим пальцем (ZNI та ZNII), які шукають аденін або тимін перед послідовністю GATA та аденін або гуанін після, як показано на схемі: (A/T)GATA(A/G). Загалом ZNI та ZNII дотримуються такої послідовності: CX 2 CX 17–18 CX 2 C. 70 % ділянок у доменах цинкового пальця однакові, тоді як кінцеві аміно- та карбоксильні домени можуть змінюватися.

## Гени
У людей:
- GATA1
- GATA2
- GATA3
- GATA4
- GATA5
- GATA6

У дріжджах:
- GLN3 (див. також GLN3)
- GAT1 (див. також GAT1)
- DAL80 (див. також DAL80)
- GZF3 (див. також GZF3)